# Luis Palés Matos
Luis Palés Matos (Guayama, 20 marzo 1898 – San Juan, 23 febbraio 1959) è stato uno scrittore e poeta portoricano.
È, con Nicolás Guillén, uno dei più originali esponenti della lirica afroamericana di lingua spagnola ed in particolare è considerato il creatore del genere poetico afroantillano. La sua poesia si distingue sia nella scelta dei ritmi, sia nel tessuto linguistico, denso di neologismi: Azalee (Azaleas, 1915),   Tuntún de pasa y grifería  (1937) e Poesia (antologia, 1957).
Alla fine degli anni settanta è stato inciso un disco con la registrazione delle poesie di Luis Palés Matos mentre nel 1998 la scrittrice portoricana Giannina Braschi ha pubblicato una novella in spanglish, Yo-yo boing!, con l'intento di onorare la musicalità delle opere di Palés Matos ed il suo contributo alla poesia portoricana.